# NGC 2846
NGC 2846 је двојна звезда у сазвежђу Хидра која се налази на NGC листи објеката дубоког неба.
Деклинација објекта је - 14° 40' 32" а ректасцензија 9h 19m 40,4s. Привидна величина (магнитуда) објекта NGC 2846 износи 12,3.